# Oporornis agilis
Oporornis agilis là một loài chim trong họ Parulidae.